# Сварицевицька сільська рада
Сварице́вицька сільська́ ра́да — орган місцевого самоврядування в Дубровицькому районі Рівненської області. Адміністративний центр — село Сварицевичі.

## Загальні відомості
- Сварицевицька сільська рада утворена в листопаді 1939 року.
- Територія ради: 77,959 км²
- Населення ради: 2 719 осіб (станом на 2001 рік)
- Територією ради протікає річка Стубла.

## Населені пункти
Сільській раді підпорядковані населені пункти:
- с. Сварицевичі
- с. Зелень

## Населення
Станом на 1 січня 2011 року населення сільської ради становило 2618 осіб. У 2017 році населення сільської ради становило 2495 осіб.
Згідно з переписом УРСР 1989 року чисельність наявного населення сільської ради становила 2698 осіб, з яких 1286 чоловіків та 1412 жінок.
За переписом населення України 2001 року в сільській раді мешкало 2679 осіб.

### Мова
Розподіл населення за рідною мовою за даними перепису 2001 року:
| Мова       | Відсоток |
| ---------- | -------- |
| українська | 99,71 %  |
| російська  | 0,22 %   |
| білоруська | 0,07 %   |

### Вікова і статева структура
Структура жителів сільської ради за віком і статтю (станом на 2011 рік):
| Вік   | Чоловіків | Жінок | Разом |
| ----- | --------- | ----- | ----- |
| 0-17  | 351       | 346   | 697   |
| 18-39 | 342       | 338   | 680   |
| 40-59 | 327       | 325   | 652   |
| 60+   | 286       | 303   | 589   |
| Разом | 1306      | 1312  | 2618  |

### Соціально-економічні показники
| Працездатне населення | Працездатне населення | Працездатне населення | Працездатне населення | Працездатне населення | Працездатне населення | Непрацездатне населення | Непрацездатне населення | Непрацездатне населення | Непрацездатне населення | Непрацездатне населення | Непрацездатне населення | Все населення |
| Чоловіки              | Чоловіки              | Жінки                 | Жінки                 | Разом                 | Разом                 | Чоловіки                | Чоловіки                | Жінки                   | Жінки                   | Разом                   | Разом                   | 2618          |
| ос.                   | %                     | ос.                   | %                     | ос.                   | %                     | ос.                     | %                       | ос.                     | %                       | ос.                     | %                       | 2618          |
| --------------------- | --------------------- | --------------------- | --------------------- | --------------------- | --------------------- | ----------------------- | ----------------------- | ----------------------- | ----------------------- | ----------------------- | ----------------------- | ------------- |
| 715                   | 27                    | 752                   | 29                    | 1467                  | 56                    | 536                     | 21                      | 604                     | 23                      | 1140                    | 44                      | 2618          |

| Зайняті  | Зайняті  | Зайняті | Зайняті | Зайняті | Зайняті | Безробітні | Безробітні | Безробітні | Безробітні | Безробітні | Безробітні | Все населення |
| Чоловіки | Чоловіки | Жінки   | Жінки   | Разом   | Разом   | Чоловіки   | Чоловіки   | Жінки      | Жінки      | Разом      | Разом      | 2618          |
| ос.      | %        | ос.     | %       | ос.     | %       | ос.        | %          | ос.        | %          | ос.        | %          | 2618          |
| -------- | -------- | ------- | ------- | ------- | ------- | ---------- | ---------- | ---------- | ---------- | ---------- | ---------- | ------------- |
| 57       | 3        | 161     | 8       | 218     | 11      | 481        | 24         | 441        | 22         | 922        | 46         | 2618          |

| Дорослі | Діти | Пенсіонери | Інваліди Німецько-радянської війни | Учасники бойових дій | Інваліди всіх груп і категорій | Люди, які обслуговуються служб. соц. допом. на дому | Неповні сім'ї | Діти з неповних сімей | Багатодітні сім'ї | Діти з багатодітних сімей | Діти-інваліди | Діти-сироти | Одинокі багатодітні матері |
| ------- | ---- | ---------- | ---------------------------------- | -------------------- | ------------------------------ | --------------------------------------------------- | ------------- | --------------------- | ----------------- | ------------------------- | ------------- | ----------- | -------------------------- |
| 2015    | 599  | 731        | 6                                  | 5                    | 190                            | 33                                                  | 30            | 34                    | 51                | 164                       | 21            | 20          | 3                          |

## Вибори
Станом на 2011 рік кількість виборців становила 2035 осіб.

## Склад ради
Рада складається з 16 депутатів та голови.
- Голова ради: Крупко Павло Ілліч
- Секретар ради: Парчук Катерина Петрівна

### Керівний склад попередніх скликань
| Прізвище, ім'я, по батькові | Основні відомості                                                               | Дата обрання | Дата звільнення |
| --------------------------- | ------------------------------------------------------------------------------- | ------------ | --------------- |
| Крупко Павло Ілліч          | Сільський голова, 1972 року народження, освіта середня спеціальна, безпартійний | 26.03.2006   | 31.10.2010      |
| Крупко Павло Ілліч          | Сільський голова, 1972 року народження, освіта середня спеціальна, безпартійний | 31.10.2010   |                 |

Примітка: таблиця складена за даними сайту Верховної Ради України

## Господарська діяльність
Основним видом господарської діяльності населених пунктів сільської ради є сільськогосподарське виробництво.

### Офіційні дані та нормативно-правові акти
- Паспорт Дубровицького району (станом на 1 січня 2011 року) (doc). Дубровицька районна рада. Архів оригіналу за 10 лютого 2015. Процитовано 16 жовтня 2019.